# Berville-sur-Seine
Berville-sur-Seine is een gemeente in het Franse departement Seine-Maritime (regio Normandië) en telt 562 inwoners (2004). De plaats maakt deel uit van het arrondissement Rouen.

## Geografie
De oppervlakte van Berville-sur-Seine bedraagt 7,0 km², de bevolkingsdichtheid is 80,3 inwoners per km². De plaats ligt aan een meander van de Seine.
De onderstaande kaart toont de ligging van Berville-sur-Seine met de belangrijkste infrastructuur en aangrenzende gemeenten.

## Demografie
Onderstaande figuur toont het verloop van het inwonertal (bron: INSEE-tellingen).